# Puebla de la Reina
Puebla de la Reina település Spanyolországban, Badajoz tartományban. Puebla de la Reina Palomas, Oliva de Mérida, Retamal de Llerena, Hornachos és Ribera del Fresno községekkel határos. Lakosainak száma 695 fő (2024).

## Népesség
A település népessége az utóbbi években az alábbiak szerint változott:
| Lakosok száma | 901  | 919  | 868  | 860  | 843  | 804  | 781  | 741  | 719  | 695  |
|               | 2001 | 2004 | 2006 | 2009 | 2011 | 2014 | 2016 | 2019 | 2021 | 2024 |